# Electorado de Brunswick-Luneburgo
El principado de Brunswick-Luneburgo (en alemán: Kurfürstentum Braunschweig-Lüneburg), conocido también como Electorado de Hannover (en alemán: Kurfürstentum Hannover o simplemente Kurhannover), fue históricamente un Estado (o más específicamente, un Electorado) dentro del Sacro Imperio Romano Germánico durante la época tardía de la Era Moderna. Situado en el noroeste de Alemania, surgió del Principado de Calenberg. Tal y como su nombre indica, las principales ciudades de este Estado eran Brunswick (Braunschweig en alemán) y Luneburgo (Lüneburg en alemán).  Sin embargo, y aunque era conocido eformalmente como Electorado de Brunswick-Luneburgo, hizo de Hannover su ciudad capital. Durante la mayoría de su existencia, el electorado fue gobernado en unión personal con Gran Bretaña e Irlanda tras el Acta de Establecimiento.
El Ducado de Brunswick-Luneburgo se había dividido en 1269 entre ramas diferentes de la Casa de Welf. El Principado de Calenberg, gobernado por una rama cadete de la familia, emergió como el más grande y poderoso de los Estados de Brunswick-Luneburgo. En 1692, el Emperador del Sacro Imperio Romano Germánico elevó al Príncipe de Calenberg al Colegio de Electores, creando así el nuevo Electorado de Brunswick-Lunebrugo. Las fortunas del electorado estuvieron ligadas a las de Gran Bretaña por medio del Acta de Establecimiento de 1701 y del Acta de Unión de 1707, que determinaron la sucesión al trono británico en favor del pariente protestante más cercano a la Reina Ana, la Electora Sofía de Hannover y sus descendientes.
De esta manera, el duque de Brunswick-Luneburgo y príncipe elector de Hannover se convirtió en rey de Gran Bretaña en 1714, como Jorge I, el primer monarca inglés de la casa de Hannover, cargo que heredaron todos sus sucesores hasta la abolición del Sacro Imperio en 1806, por obra de Napoleón Bonaparte. Como consecuencia, una Bretaña renuente se vio forzada una y otra vez a defender diplomática o militarmente las posesiones alemanas del rey, a menudo amenazadas o invadidas por los franceses cada vez que se declaraba una guerra entre Gran Bretaña y Francia. No obstante, Hannover se mantuvo como un territorio gobernado de manera separada, con sus propios cuerpos gubernamentales, y el país debía firmar un tratado con Gran Bretaña cada vez que tropas hannoverianas luchaban a favor de los británicos en una guerra. 
Absorbido en el napoleónico Reino de Westfalia en 1807, el Electorado fue reestablecido como el Reino de Hannover en 1814, y la unión personal con la corona británica duró hasta 1837.

## Ducado de Brunswick-Luneburgo
El Estado emergió de la herencia del primer Estado de Sajonia de Enrique el León en las postrimerías del siglo XII. Enrique fue desposeído de su título de duque de Sajonia por el Emperador, pero retuvo algunos títulos sajones menores, como el de Brunswick y el de Luneburgo, que a su muerte pasaron a sus descendientes.
El primero fue Otón el Niño, duque de Brunswick-Luneburgo, quien ejerció su regencia desde 1235. Después de 1267, el ducado fue dividido en dos Estados parciales, como la línea de Luneburgo y la de Wolfenbüttel (el cual más tarde volvió a subdividirse). Todos estos Estados, sin embargo, estaban regidos por miembros de la dinastía de los Güelfos (descendientes de Enrique el León) y mantenían estrechas relaciones entre sí. Con el tiempo, los centros de poder pasaron de Brunswick y Luneburgo a Celle y Wolfenbüttel.
Mientras que existían en total como una docena de subdivisiones dentro de lo que fuera el Estado de Brunswick-Luneburgo, algunos de ellos eran solo de carácter dinástico y no estaban reconocidos como Estados del Imperio. En el Reichstag de 1792, solo las siguientes cuatro subdivisiones de Brunswick-Luneburgo estaban representadas:
- Calenberg
- Grubenhagen
- Celle
- Wolfenbüttel

Para 1705, solo dos duques de Brunswick-Luneburgo seguían gobernando sus Estados: uno era regente en Calenberg, Celle y otros Estados; y el otro gobernaba Wolfenbüttel. Coincidentemente, Jorge I, duque de Brunswick-Luneburgo, se introdujo en 1701 en la línea de sucesión al Trono Británico, confirmado más tarde en 1707 por el Acta de Unión. Así, el rey Jorge creó una Unión personal de las dos coronas el 20 de octubre de 1714.
La ruptura del Tratado de Amiens (1802) y la declaración de guerra del Reino Unido a Francia el 18 de mayo de 1803 supusieron la inmediata invasión francesa del electorado, el cual fue ocupado completamente tras la rendición del ejército electoral ante el general Édouard Mortier, el 5 de junio en la convención de Artlenburg.
Luego de la disolución del Sacro Imperio Romano Germánico en 1806, Calenberg-Celle y sus posesiones fueron integradas por el Congreso de Viena al recientemente creado Reino de Hannover. Wolfenbüttel, por su parte, continuó existiendo bajo el nombre de Ducado de Brunswick.

### Brunswick-Luneburgo-Celle
La línea fue creada en 1665 para Jorge Guillermo de Brunswick-Luneburgo

### Principado de Luneburgo
El principado pasó en 1648 a Cristián Luis bajo el título de duque, el cual pasó en 1665 a Jorge Guillermo de Brunswick-Luneburgo. Se extinguió en 1705.

#### Brunswick-Luneburg-Celle
Este principado se creó en 1665 y se extinguió en 1705.

## Duques de Brunswick-Luneburgo
- 1592-1641: Jorge de Brunswick-Luneburgo, junto con...
  - 1592-1611: Ernesto
- 1611-1633: Cristián
- 1633-1636: Augusto
- 1636-1648: Federico IV
- 1641-1665: Cristián Luis de Brunswick-Luneburgo
- 1665-1679: Juan Federico de Brunswick-Luneburgo
- 1679-1692: Ernesto Augusto de Brunswick-Luneburgo (se convirtió en Elector de Hannover)

### Príncipes de Brunswick-Luneburgo-Celle
- 1665-1705: Jorge Guillermo de Brunswick-Luneburgo

### Príncipes electores
- 1708-1727: Jorge I
- 1727-1760: Jorge II
- 1760-1806: Jorge III (en 1814 Hannover se convierte en reino)